# 相約星期六
《相約星期六》，是上海广播电视台新娛樂頻道的一檔相親類綜藝節目，每周播出一期，是中国內地創辦最早的電視婚戀節目，也是这一类型节目的「常青树」，在上海拥有较好的收视率和固定的收视人群，并覆盖江浙地区。根据2010年播出600期时的数据，本节目已促成三百多对男女，诞生了百余位「宝宝」。节目口号为“相约星期六，有情就牵手”。
本节目曾由中晋冠名贊助，后被取消。因频道调整，节目于2018年7月停播。

## 栏目簡介
《相約星期六》是由上海东方电视台開播於1998年1月24日的一檔以愛情為主題的綜藝節目，是中国內地創辦最早的電視婚戀節目，每周六晚19:10播出，曾获得中国广播电视星光奖。
嘉宾点评是《相約星期六》的一个核心，心理学专家张怡筠、章震宇在节目中诙谐幽默的点评逐渐在上海拥有了很高的知名度。

## 历任主要主持
- 董卿[4]
- 毛威
- 吕凉
- 崔杰
- 程雷[5]

## 嘉宾
- 金炜（眼镜哥哥，报名时为物业公司董事，现为SMG少儿节目主持人）
- 鄢颇（演员梅婷的前夫）